# Vattholma
Vattholma is een plaats in de gemeente Uppsala in het landschap Uppland en de provincie Uppsala län in Zweden. De plaats heeft 1413 inwoners (2005) en een oppervlakte van 114 hectare.

## Verkeer en vervoer
Bij de plaats loopt de Länsväg 290.
De plaats heeft een station aan de spoorlijn Stockholm - Sundsvall.